# Richard Paton
Pour les articles homonymes, voir Paton.
Richard Paton (1717–1791) était un peintre de marine né et actif au Royaume-Uni.

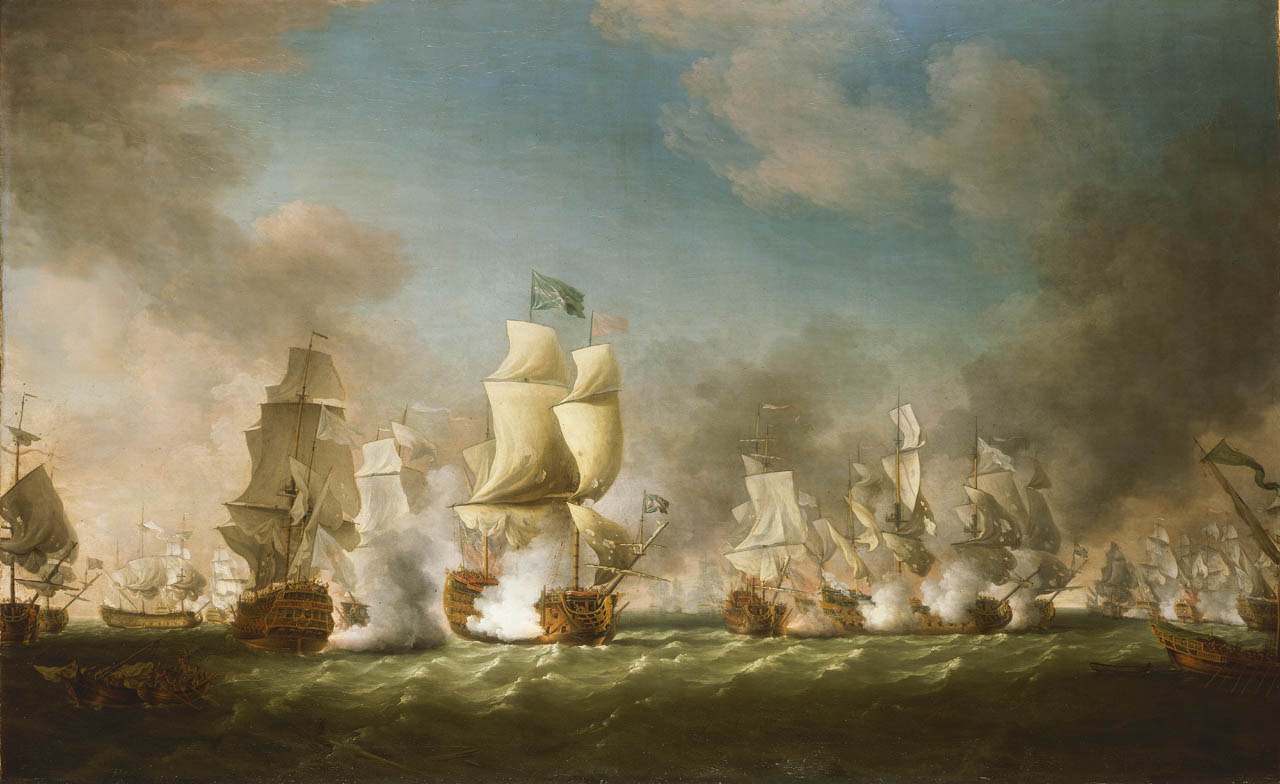
Reconstitution par Paton de la bataille du Cap Passaro (11 August 1718) (Huile sur toile, 1767, peinte 50 ans après l'évènement)

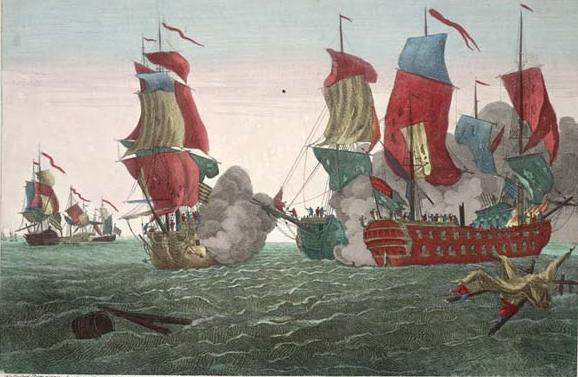
Gravure, d'après un tableau de Paton : "Action Between the Serapis and Bonhomme Richard", publiée en 1780.

## Biographie
La carrière artistique de Paton s'est déroulée à Londres où il est né. 
Il y a grandi dans la pauvreté et les historiens de l'art estiment qu'il est en grande partie autodidacte. Il semble avoir été influencé par le travail de Samuel Scott et moindrement par celui de Charles Brooking. Charles Knowles (qui deviendra l'Amiral Sir Charles Knowles) l'aurait ensuite aidé à se lancer dans le métier de peindre de marine. Il a été l'assistant d'un peintre de marine sur l'un des navires de Knowles, où il a développé un double savoir, de peintre et de marin. En 1742, il commence à travailler au Excise Office. 
Sa première exposition date de 1758 (avec la Society of Artists, où il continuera à exposer jusque 1770). La Royal Academy accueillera aussi ses œuvres, de 1762 à 1780.
Il s'est spécialisé dans les scènes de guerre sur mer.